# Instituto Max Planck de Pesquisas Sobre o Estado Sólido
O Instituto Max Planck de Pesquisas Sobre o Estado Sólido (em alemão:  Max-Planck-Institut für Festkörperforschung - MPI-FKF), fundado em 1969, é um centro de pesquisa não universitário patrocinado pela Sociedade Max Planck (MPG) e está localizado junto com o Instituto Max Planck para Sistemas Inteligentes (MPI-IS, até março de 2011 MPI for Metals Research), em Stuttgart-Büsnau. O instituto foi fundado em 1969 por recomendação do conselho científico. O diretor fundador foi Ludwig Genzel.

## Pesquisa
O Instituto Max Planck para Pesquisa do Estado Sólido (MPI-FKF) se concentra na pesquisa das propriedades químicas e físicas dos sólidos. A pesquisa se concentra em materiais complexos, bem como em física e química na escala de comprimento nanométrico. Os processos de transporte de elétrons e íons são de particular interesse em ambas as áreas.

## Departamentos[2]
O departamento Electronic Structure Theory (Ali Alavi) trata do desenvolvimento de métodos ab initio para aplicação em sistemas eletrônicos correlacionados.
No departamento de Espectroscopia de Estado Sólido (Bernhard Keimer), a estrutura e dinâmica de materiais eletrônicos altamente correlacionados são investigadas usando técnicas espectroscópicas e métodos de espalhamento. De particular interesse é a interação entre os graus de liberdade de carga, orbital e spin em óxidos de metal de transição, bem como o mecanismo de supercondutividade de alta temperatura.
Nanociências e nanotecnologia são os tópicos centrais de pesquisa do departamento de Nanociências (Klaus Kern), com o paradigma "bottom-up" como princípio orientador. O objetivo da pesquisa interdisciplinar na interface entre a física, a química e a biologia é a compreensão e o controle da matéria nos níveis atômico e molecular.
No departamento de Nanoquímica (Bettina Lotsch), processos modernos de nanoquímica são combinados com métodos clássicos de síntese de estado sólido para desenvolver novos materiais com diversos perfis de propriedades, incluindo sistemas bidimensionais e suas heteroestruturas, materiais altamente porosos e eletrólitos sólidos para aplicações em (foto) catálise, sensores e em baterias sólidas. O foco é o desenvolvimento de soluções materiais sustentáveis para conversão e armazenamento de energia, orientado pelos conhecimentos da pesquisa básica.
O departamento de Química Física do Estado Sólido (Joachim Maier) lida com a químico-física de sólidos, em particular com a termodinâmica química, propriedades de transporte e cinética química. A principal preocupação é a condução de íons e a química dos defeitos.
Heteroestruturas de óxidos de metais de transição ou materiais complexos relacionados abrem possibilidades para a realização de novos sistemas eletrônicos. Devido aos efeitos fundamentais da mecânica quântica, esses sistemas podem ter propriedades que de outra forma não seriam encontradas na natureza. A concepção, crescimento e pesquisa de tais sistemas eletrônicos são o foco do trabalho do departamento de Eletrônica Quântica do Estado Sólido (Jochen Mannhart).
No departamento Sistemas Quânticos de Múltiplas Partículas (Walter Metzner), as propriedades eletrônicas dos sólidos são determinadas. O foco de interesse são aqueles sistemas nos quais as correlações eletrônicas desempenham um papel essencial, como cupratos, manganatos e outros óxidos de metais de transição. Correlações podem causar magnetismo, ordem orbital ou de carga e supercondutividade.
Correlações mecânicas quânticas em sólidos, em combinação com propriedades especiais das estruturas cristalinas, levam a uma variedade de novas fases eletrônicas com propriedades incomuns. No Departamento de Materiais Quânticos (Hidenori Takagi), essas novas fases são examinadas em particular em óxidos de metais de transição e compostos comparáveis.

## Membros científicos
- Ali Alavi
- Bernhard Keimer
- Klaus Kern
- Bettina Lotsch
- Joachim Maier
- Jochen Mannhart
- Walter Metzner
- Hidenori Takagi

## Membros científicos aposentados
- Ole Krogh Andersen (1978–2012)
- Manuel Cardona
- Martin Jansen (1998–2012)
- Klaus von Klitzing
- Hans-Joachim Queisser (1970–1997)
- Arndt Simon (1974–2010)
- Peter R. Wyder (1984–2001)

## Infraestrutura
No final de 2014 o instituto contava com cerca de 430 colaboradores, incluindo cerca de 110 cientistas, 90 doutorandos e 70 cientistas visitantes.